# ژاندارمری سلطنتی مراکش
ژاندارمری سلطنتی مراکش (عربی: الدرك الملكي المغربي، آوانگاری: ad-darak al-malikiyy al-maḡribiyy) ژاندارمری زیرمجموعه نیروهای مسلح پادشاهی مراکش است، که در سال ۱۹۵۷ تأسیس شد و وظیفه پلیس را در مراکش برعهده دارد.